# Gentiana chosenica
Gentiana chosenica är en gentianaväxtart som beskrevs av Shunki Okuyama. Gentiana chosenica ingår i släktet gentianor, och familjen gentianaväxter. Inga underarter finns listade i Catalogue of Life.